# Ocean City (New Jersey)
Ocean City – miasto (city) w hrabstwie Cape May, w południowej części stanu New Jersey, w Stanach Zjednoczonych, położone na wyspie barierowej na wybrzeżu Oceanu Atlantyckiego. W 2013 roku miasto liczyło 11 451 mieszkańców.
Miasto rozplanowane zostało w 1879 roku przez metodystów jako kurort nadmorski. W 1897 roku nastąpiło oficjalne założenie miasta. Dzięki obowiązującemu od początku istnienia miasta zakazowi sprzedaży alkoholu, Ocean City zyskało szczególną popularność jako ośrodek rodzinnych wakacji i zjazdów religijnych.
Poza turystyką w mieście rozwinęło się rybołówstwo i przemysł szkutniczy.